# Barbosella spiritu-sanctensis
Barbosella spiritu-sanctensis é uma espécie de  planta do gênero Barbosella e da família Orchidaceae.

## Taxonomia
A espécie foi descrita em 1990 por Fábio de Barros e Antonio Luiz Vieira Toscano.
O seguinte sinônimo já foi catalogado:  
- Pleurothallis spiritusanctensis  Pabst

## Forma de vida
É uma espécie epífita e herbácea.

## Descrição
Planta pequena, com 10,76–31,14 mm de comprimento. Raiz espessa, produzida entre os ramicaules. Rizoma de 1,63–5, 06 mm de comprimento, espesso. Ramicaule de 2,52–6,39
mm de comprimento, ascendente, 1–2 bainhas. Folha de dimensões 8,22–23,21 × 2,97–6,40 mm, subereta, coriácea, elíptica a oblanceolada, ápice mucronado, base cuneada.
Inflorescência de 26,07–33,56 mm de comprimento; pedúnculo 18,59–24,61 mm de comprimento, bráctea
basal, 1,94–3,83 mm de comprimento; bráctea floral 1,65–2,12 mm de comprimento; pedicelo e ovário 1,32–2,70 mm de comprimento,
filamento 1,62–1,93 mm de comprimento.
Tẽm sépalas amarelo–esverdeadas a alaranjadas,
com nervuras primárias vinosas, sépala
dorsal 6,42–7,01 × 1,32–1,72 mm, subereta, ovada, ápice obtuso,
3–nervada, sépalas laterais 7,22–9,33
× 3,60–5,39 mm, ovadas, ápice obtuso, base côncava conadas até o ½, 3–nervadas; pétalas
coloridas como as <sépalas, 4,31–5,97
× 1–1,68 mm, ovadas a subfalcadas, ápice agudo; labelo amarelado com
máculas vinosas, de 3,26–4,32 ×
1,90–2,44 mm, inteiro, oblongo, base arredondada, profundamente côncava,
o disco com um par de calos piramidais abaixo do meio; coluna 2,67–3,48 mm de comprimento,não alada,
antera ventral, ápice cuculado, pé bulboso.

## Conservação
A espécie faz parte da Lista Vermelha das espécies ameaçadas do estado do Espírito Santo, no sudeste do Brasil. A lista foi publicada em 13 de junho de 2005 por intermédio do decreto estadual nº 1.499-R.

## Distribuição
A espécie é endêmica do Brasil e encontrada no estado brasileiro de Espírito Santo.
A espécie é encontrada no domínio fitogeográfico de Mata Atlântica, em regiões com vegetação de floresta ombrófila pluvial.